# Голо
Голо (фр. Golo, корс. Golu) — крупнейшая река Корсики.
Длина реки — около 90 км, площадь бассейна — 926 км². Истоки реки находятся на высоте 1991 м над уровнем моря к югу от гор Пайя-Орба и Тафунату, далее река протекает преимущественно в северо-восточном направлении, после чего впадает в Тирренское море на территории коммуны Венцоласка (в 20 км южнее Бастии). Крупнейший приток — река Аско (слева).
Недалеко от устья реки располагается аэропорт Бастия-Поретта.